# Жетысу (парк)
Жетысу (каз. Жетісу), бывший парк Арай — парк в Есильском районе Астаны. Реконструирован в 2018 году. Название с казахского переводится как "Семиречье".
Парк с юга ограничен улицей Сарайшык, с востока рекой Ишим, с запада и севера микрорайоном Чубары.

## Достопримечательности

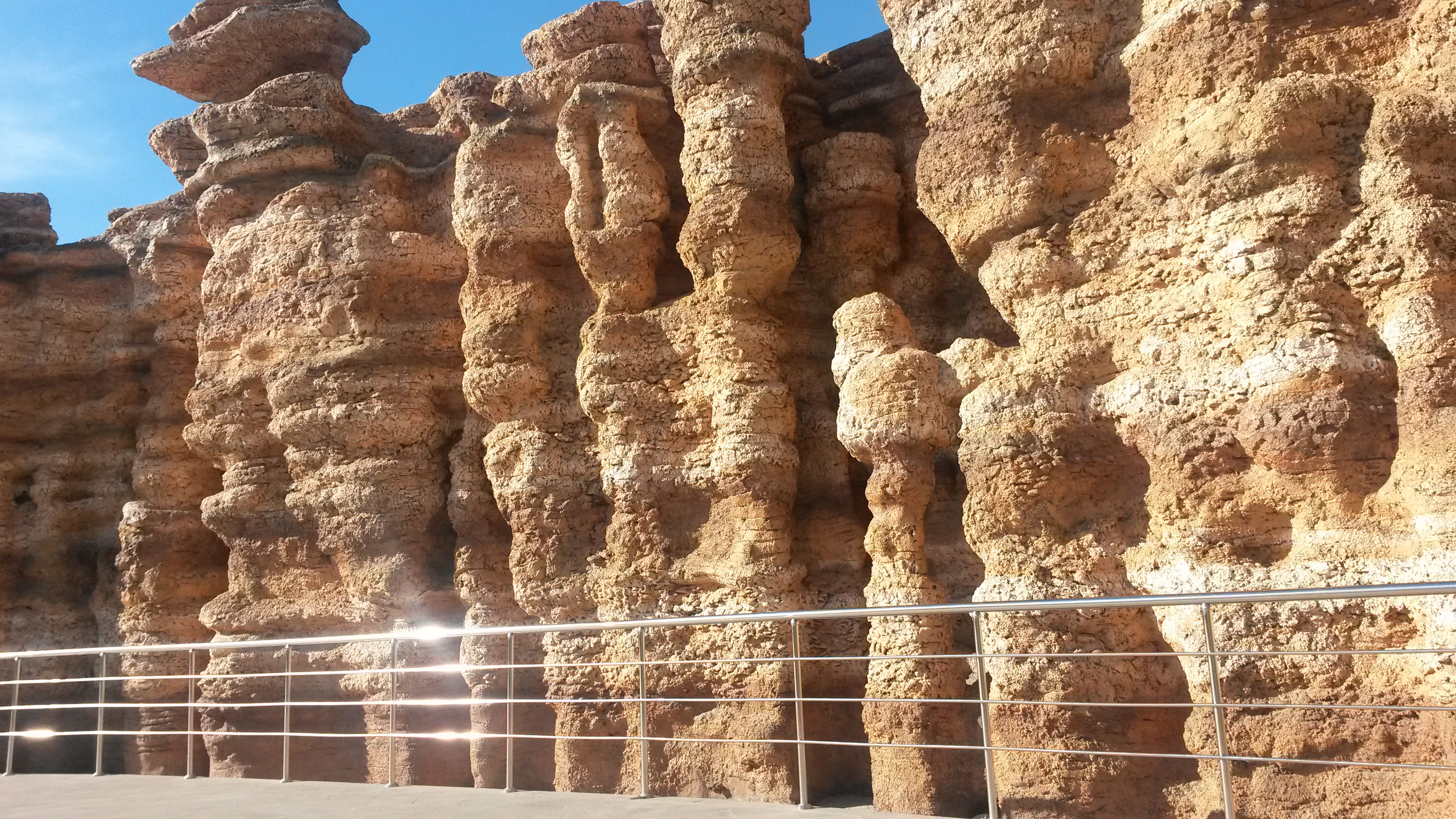
импровизация "Чарынский каньон"
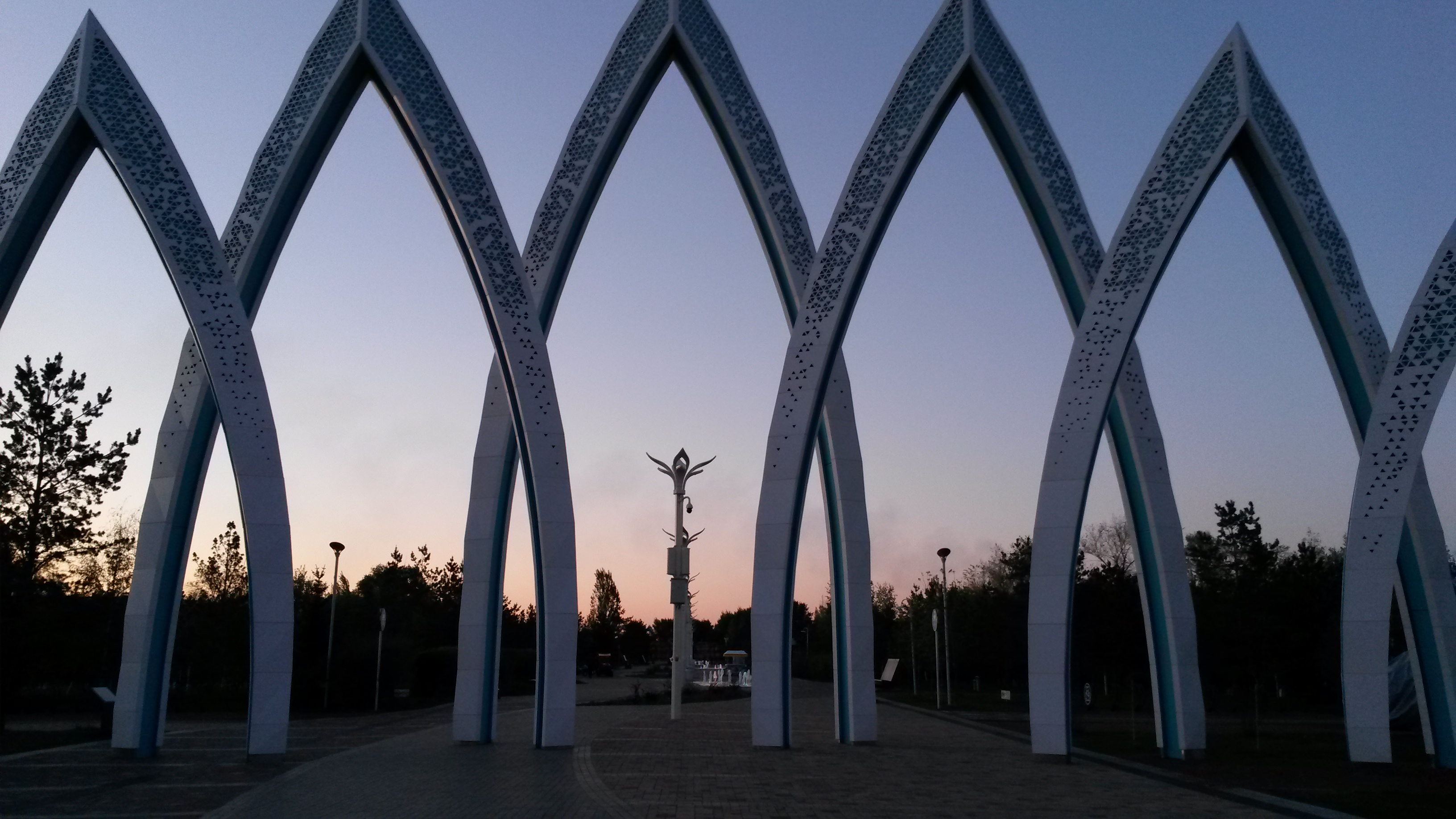
Входная группа в парк в виде семи стрельчатых арок (количество по числу семи рек).
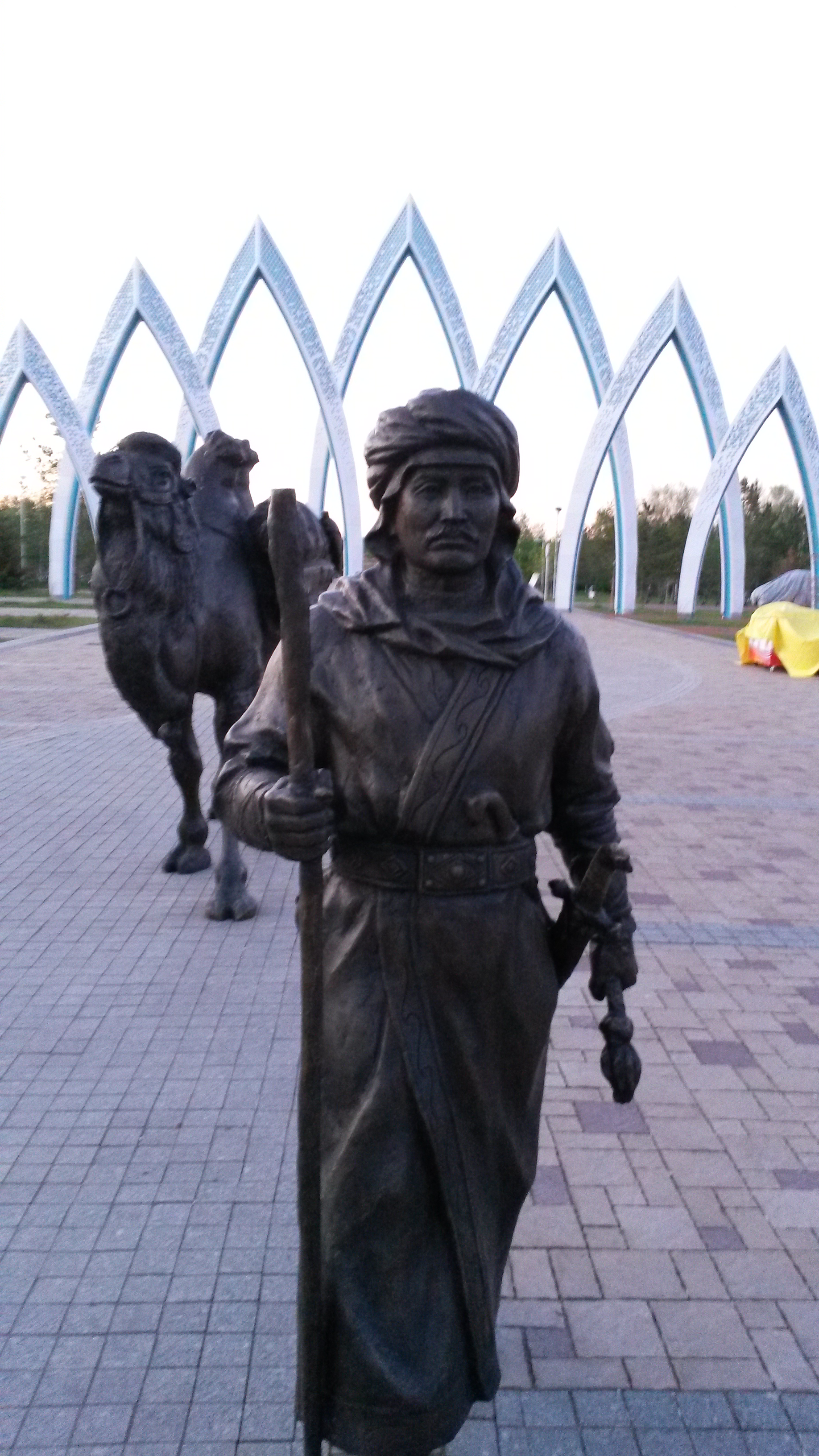
Торговец с навьюченным верблюдом символизирует Великий шёлковый путь в Семиречье.
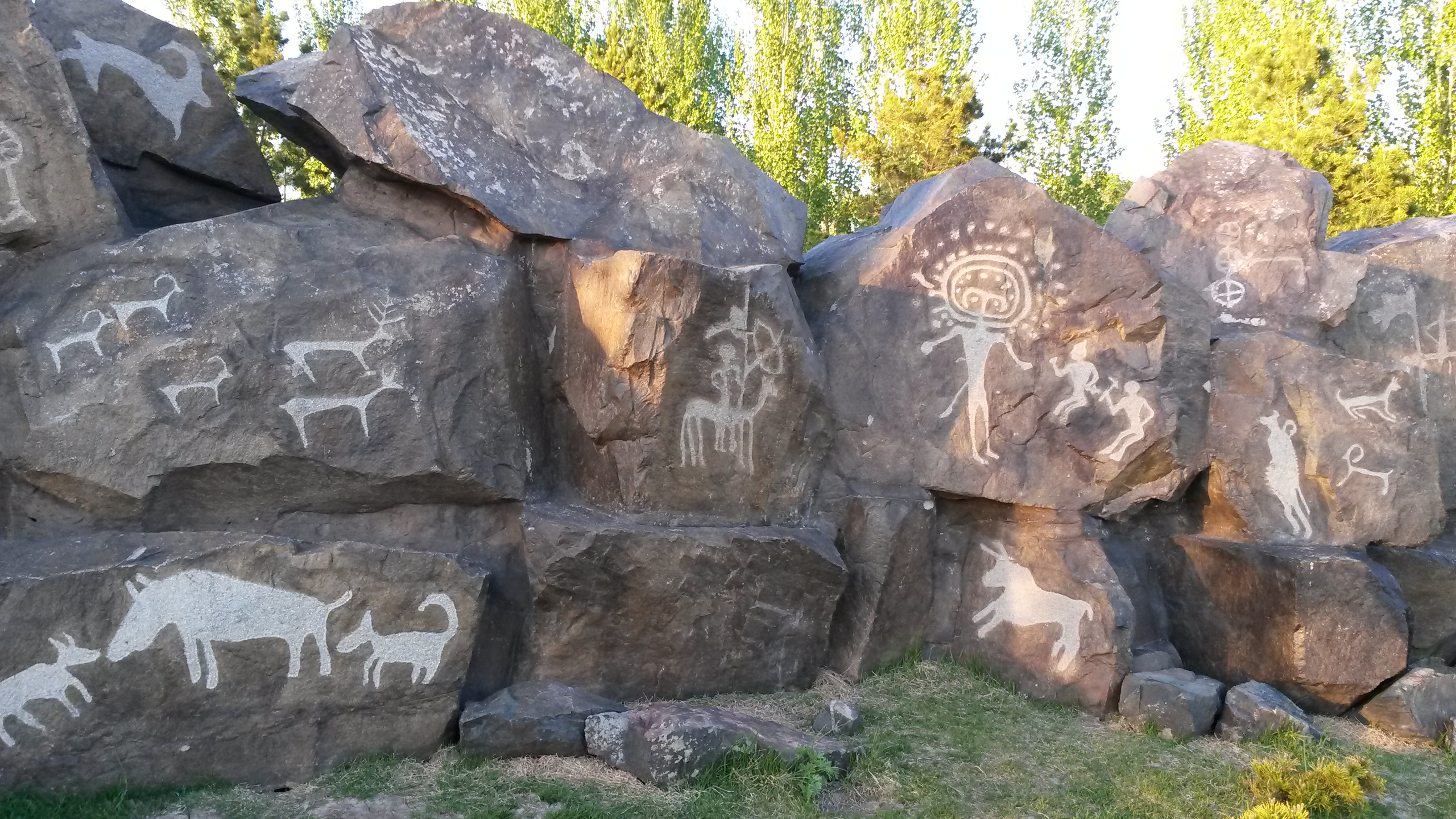
импровизация "петроглифы Тамгалы-тас"

Кроме вышеперечисленного в парке имеется импровизация озера Балхаш (уменьшенная копия озера Балхаш), «площадь Апорта» (подарок Алматы), поющий фонтан.